# Roberto Alderete
Roberto Alderete Morales (* 7. Juni 1961 in Mexiko-Stadt) ist ein ehemaliger mexikanischer Fußballspieler, der vorwiegend im Mittelfeld agierte und nach seiner aktiven Laufbahn eine Tätigkeit als Fußballtrainer begann.

## Laufbahn

### Als Spieler
Der gebürtige Chilango begann seine Profikarriere bei seinem „Heimatverein“ Club América, mit dem er viermal den Meistertitel und einmal den CONCACAF Champions’ Cup gewann.
1988 wechselte er zum Club Necaxa, bei dem er bis 1992 unter Vertrag stand. Anschließend spielte er noch jeweils ein Jahr für den CF Pachuca und in seiner letzten Saison 1993/94 für den Aufsteiger Toros Neza.

### Als Trainer
Nach seiner aktiven Laufbahn begann Alderete, als Trainer zu arbeiten und war sowohl im Trainerstab seines ehemaligen Vereins América sowie beim inzwischen nur noch unterklassig spielenden Traditionsverein Unión de Curtidores im Einsatz. Gegenwärtig (2016/17) arbeitet er als Cheftrainer beim in der viertklassigen Tercera División spielenden Club Deportivo Anlesjeroka.

## Erfolge
- Mexikanischer Meister: 1983/84, 1984/85, Prode 85, 1987/88
- CONCACAF Champions’ Cup: 1987